# Кохель
Кохель (нім. Kochel) — громада в Німеччині, розташована в землі Баварія. Підпорядковується адміністративному округу Верхня Баварія. Входить до складу району Бад-Тельц-Вольфратсгаузен. Складова частина об'єднання громад Кохель-ам-Зее.
Площа — 80,12 км2. Населення становить 4163 ос. (станом на 31 грудня 2020).

## Галерея

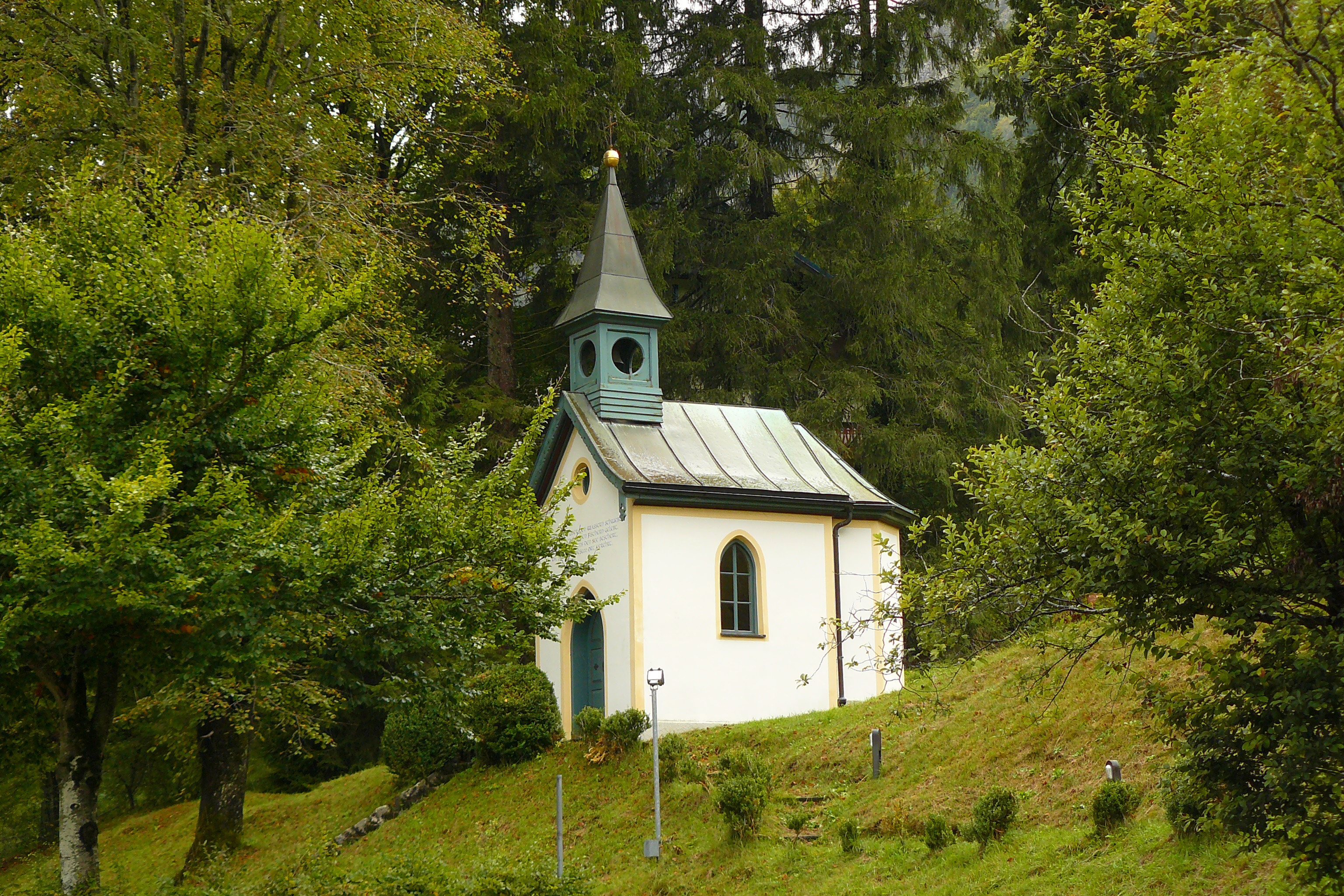
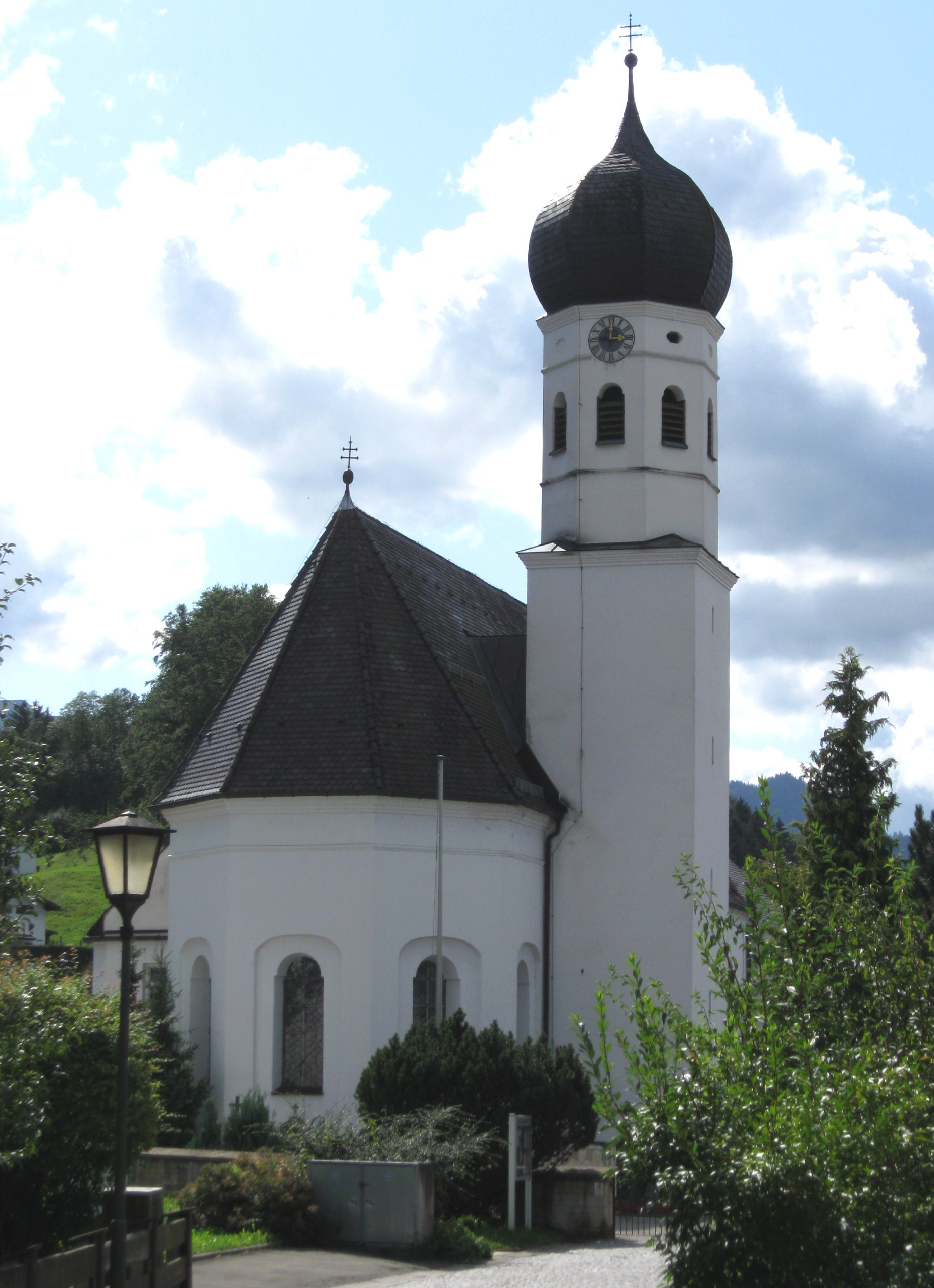
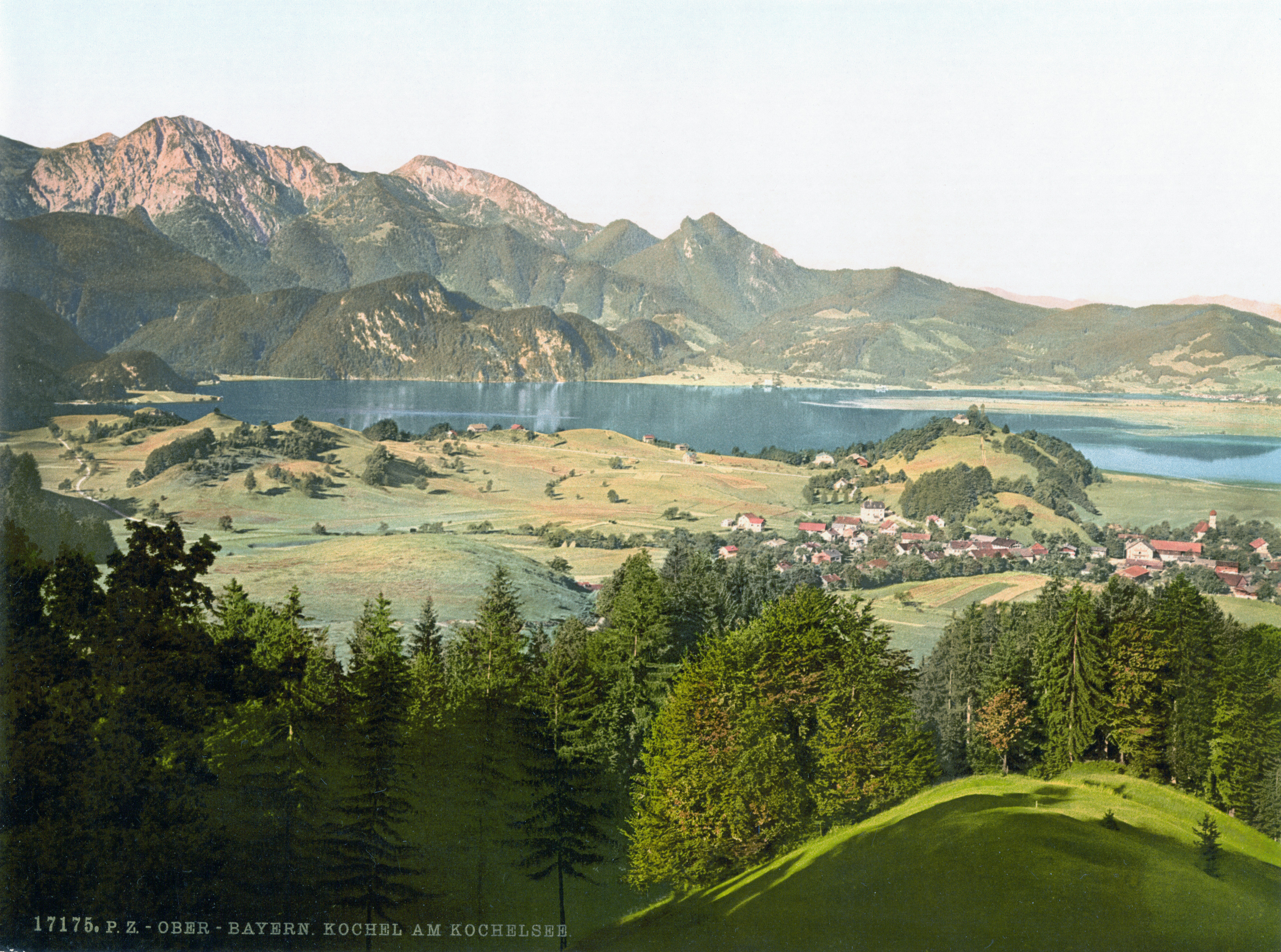
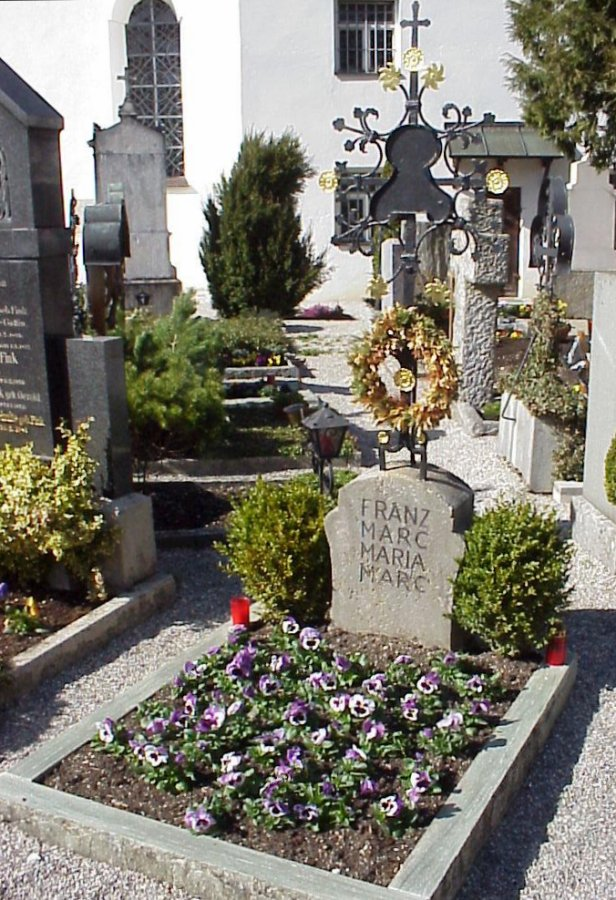
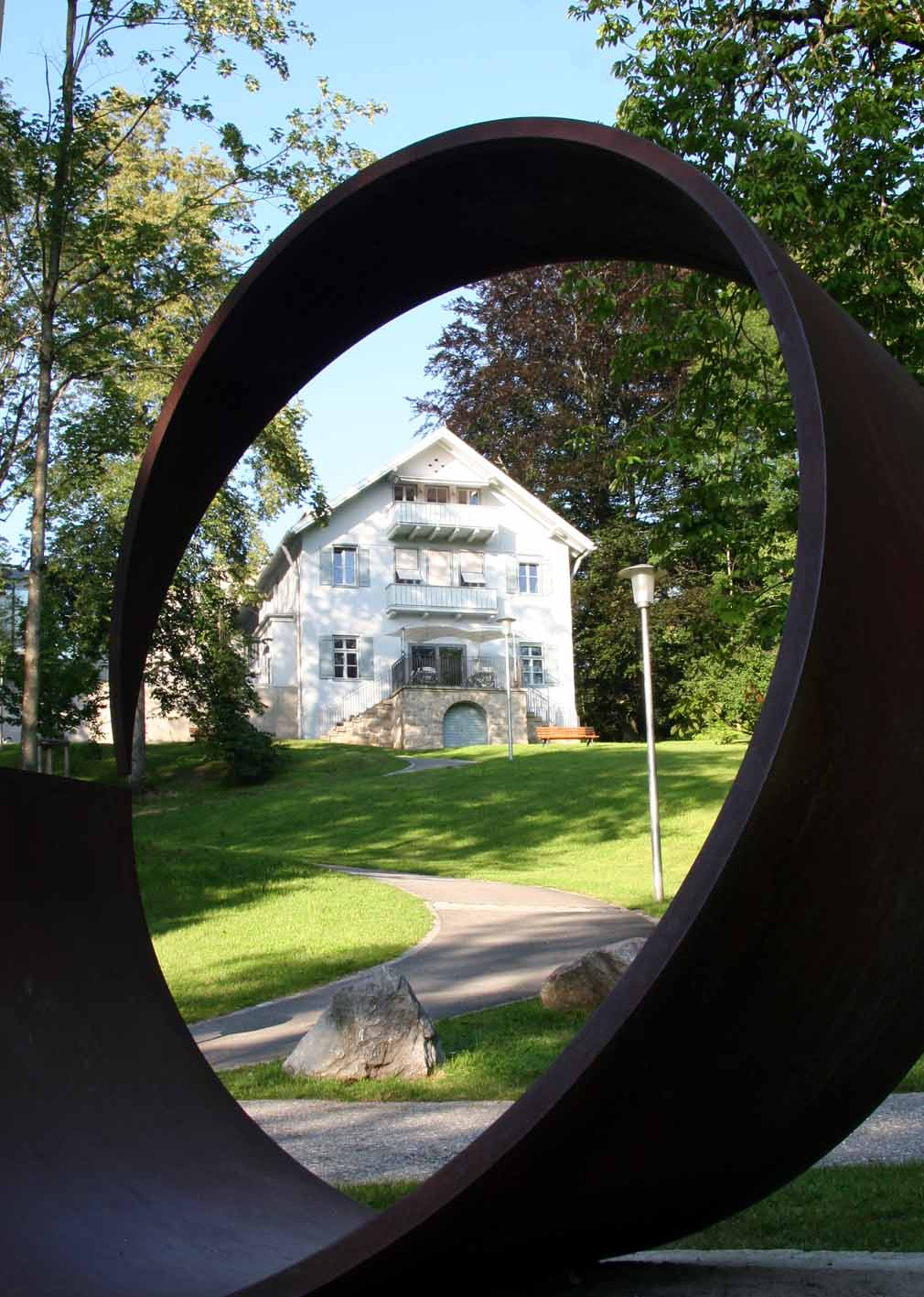
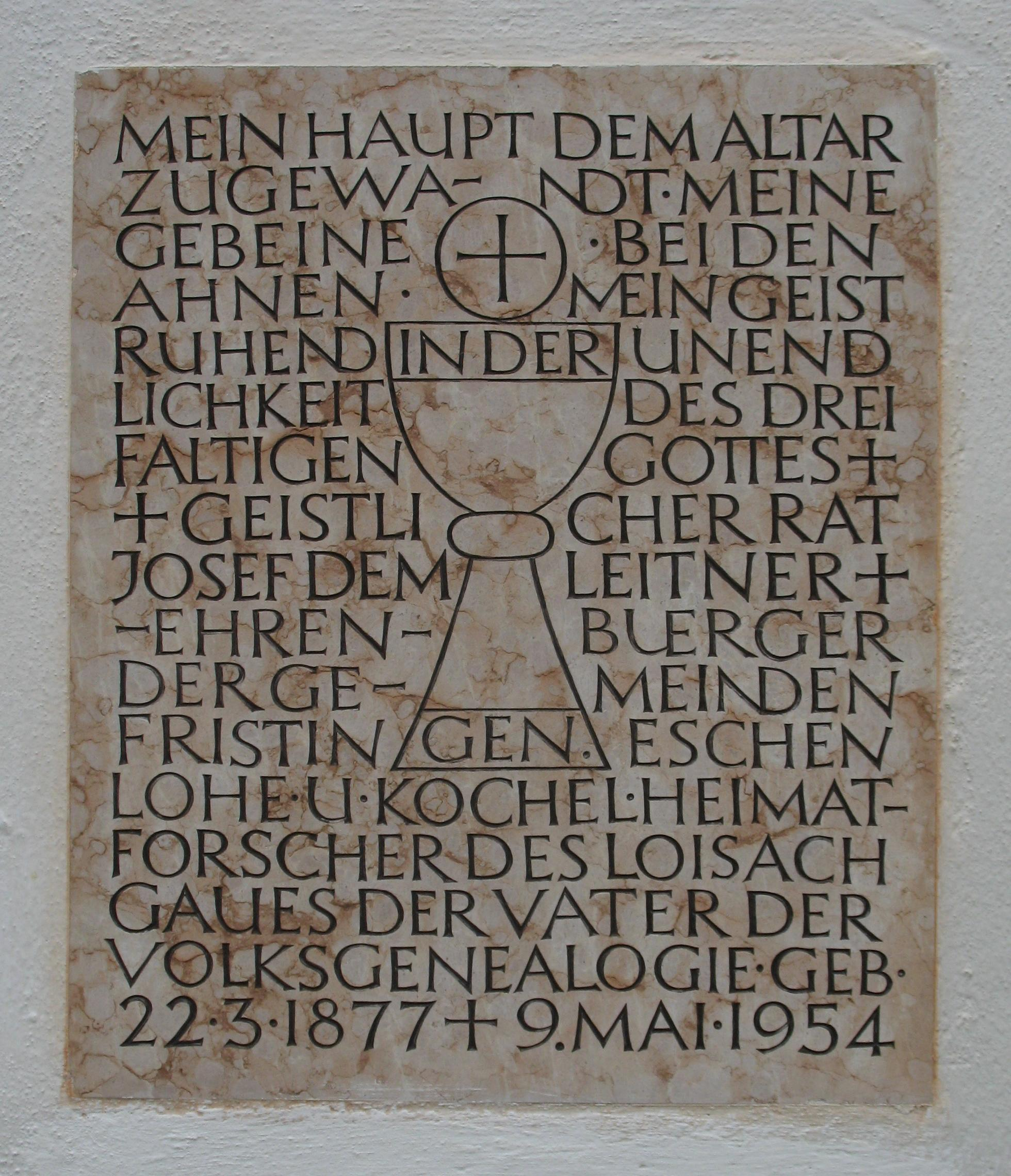